# 原行星

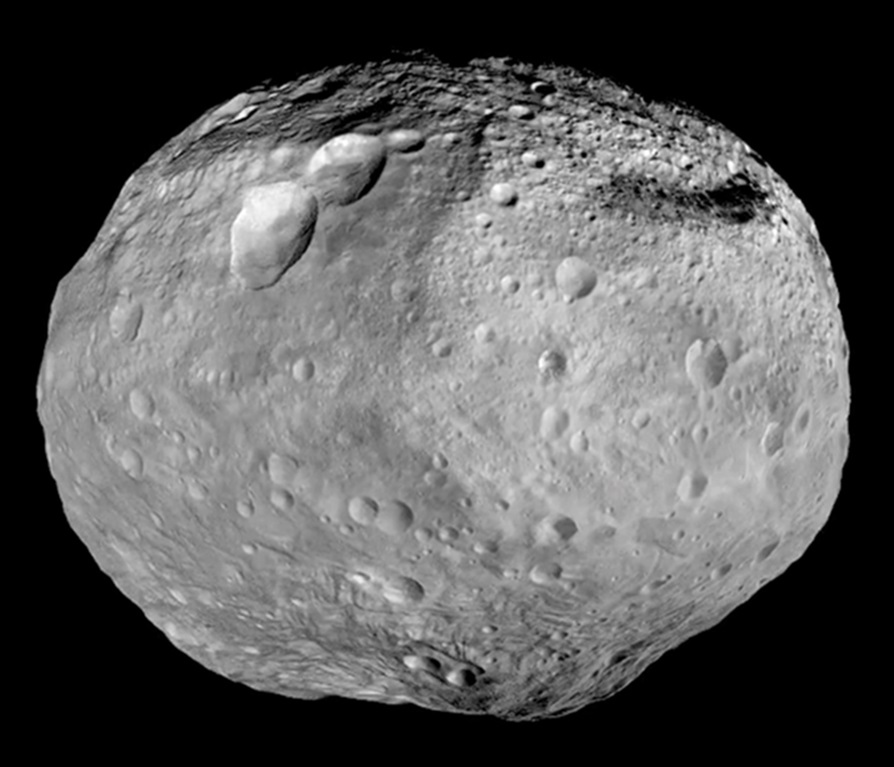
一顆倖存的原行星：灶神星。

原行星或行星胚胎是一类起源於原行星盤內的月球至火星尺寸级别、經過部分熔融產生了分化的內部的天体。原行星被認為是由公里级别大小的微行星进一步吸积形成的，这些小天体在引力作用下摄动擾亂彼此的軌道並发生碰撞，在不断汇集了行星级别的质量后因流体静力平衡形成球形的矮行星，最终演化成独占轨道的标准行星。

## 微行星假說
微行星是由塵埃、岩石和其它物質形成的物體，大小從公尺到數百公里不等。 
根據張伯倫-莫爾頓微行星假說和維克托·薩夫羅諾夫的理論，在行星系統形成的早期，由氣體和塵埃等物質組成的原行星盤將圍繞恒星運行。引力對這些物質的作用會形成越來越大的團塊，直到有些達到微行星的大小。
人們認為，微行星的碰撞創造了幾百個更大的行星胚胎。在數億年的時間裏，它們相互碰撞。行星胚胎碰撞以組裝行星的確切順序尚不清楚，但據認為，最初的碰撞會用生成更少但更大的個體組成的第二代胚胎取代第一代胚胎；這些胚胎又會碰撞，產生第三代更少但更大的胚胎。最終，只剩下少數胚胎，它們相撞完成了行星本身的組裝。
早期的原行星含有更多的放射性元素，由於衰變，其數量隨著時間的推移而减少。由於放射性、撞擊和重力壓力的加熱，原行星在向行星生長的過程中熔化了部分。在熔化區，較重的化學元素下沉到中心，而較輕的元素則上升到表面。這樣的過程被稱為行星分化。一些隕石的成分表明，一些小行星發生了分化。

## 太陽系中的證據
就太陽系而言，人們認為微行星的碰撞創造了幾百個行星胚胎。這種胚胎類似於穀神星和冥王星，質量約為1022至1023公斤，直徑為幾千公里。
根據大碰撞說，月球是在太陽系的歷史早期，由一顆名為特亞的假想原行星與地球的巨大撞擊形成的。
在太陽系內部，三顆或多或少完好無損的原行星是矮行星穀神星、小行星智神星和灶神星。靈神星很可能是與另一個物體猛烈撞擊並逃跑的倖存者，該物體剝離了原行星的外層岩石層。小行星穎神星也可能與靈神星有相似的起源歷史。小行星司琴星也具有類似原行星的特徵。古柏帶的矮行星也被援引為原行星。因為在地球上發現了鐵隕石，所以人們認為在小行星帶上可能曾經有其它金屬核心的原行星被破壞，而它們是這些隕石的來源。

## 太陽系外原行星
2013年2月，天文學家首次直接觀測到一顆候選原行星在一顆遙遠恆星HD 100546周圍的氣體和塵埃盤中形成。隨後的觀測表明，氣盤中可能存在幾顆原行星。
另一顆觀測到的原行星御夫座AB b可能處於氣態巨星形成的最早階段。它位於御夫座AB恆星的氣體盤中。御夫座AB是已發現的最大系外行星之一，其軌道遙遠，從地球觀察其距離是海王星與太陽距離的三倍。御夫座AB b的觀測可能會挑戰關於行星如何形成的傳統思維。昴星團望遠鏡和哈伯太空望遠鏡觀測到這顆原行星。
原行星盤中的環、間隙、螺旋、塵埃濃度和陰影可能是由原行星引起的。但這些結構尚未被完全理解，因此不被視為原行星存在的證據。研究原行星對星盤影響的一種新興方法，是以氣體速度圖的形式，對原行星盤的分子線進行觀測。HD 97048 b 是第一顆在氣體速度圖中以扭結形式被盤運動學探測到的原行星。
| 恆星      | 系外行星    | 質量 (MJ) | 週期 (年) | 分離 (AU) | 與地球距離 (秒差距) | 發現年度  | 檢測科技 |
| --------- | ----------- | --------- | --------- | --------- | ------------------- | --------- | -------- |
| PDS 70    | PDS 70 b    | 3±1       | 119       | 20±2      | 112                 | 2018      | 直接成像 |
| PDS 70    | PDS 70 c    | 8±4       | 227       | 34+6 −3   | 112                 | 2019      | 直接成像 |
| HD 97048  | HD 97048 b  | 2.5±0.5   | 956       | 130       | 184                 | 2019      | 盤運動學 |
| HD 169142 | HD 169142 b | 3±2       | 167       | 37.2±1.5  | 114                 | 2014/2023 | 直接成像 |

### 未確認的原行星
對原行星的可靠探測是困難的，因為原行星通常存在於富含氣體的原行星盤中。這種盤面可以通過稱為盤片碎片化的過程產生超密度。這些碎片可能小到無法解析，因而在觀測的數據中呈現（模仿）原行星的外觀。一些已知的原行星候選者仍未經證實，但有一些探測結果後來受到質疑。
| 恆星       | 系外行星     | 質量 (MJ) | 週期 (年) | 分離 (AU) | 與地球的距離 (秒差距) | 發現年代 | 有爭議/ 未經證實/ 駁斥   | 檢測科技            |
| ---------- | ------------ | --------- | --------- | --------- | --------------------- | -------- | ------------------------ | ------------------- |
| LkCa 15    | LkCa 15 b    |           |           | 12.7      |                       | 2012     | 2019年被駁斥             | 直接成像            |
| LkCa 15    | LkCa 15 c    |           |           | 18.6      |                       | 2015     | 2019年被駁斥             | 直接成像            |
| LkCa 15    | LkCa 15 d    |           |           | 24.7      |                       | 2015     | 2019年被駁斥             | 直接成像            |
| HD 100546  | HD 100546 b  | 4-13      | 249       | 53±2      | 108                   | 2015     | 在2017年有爭議           | 直接成像            |
| 御夫座AB   | 御夫座AB b   | 9         |           | 94±49     | 156                   | 2022     | 在2023年 和 2024年有爭議 | 直接成像            |
| 戈麥斯漢堡 | 戈麥斯漢堡 b | 0.8-11.4  |           | 350±50    | 250                   | 2015     | 未經確認的候選者         | 直接成像            |
| IM Lupi    |              | 2-3       |           | 110       |                       | 2022     | 未經確認的候選者         | 盤運動學            |
| HD 163296  | multiple?    |           |           |           |                       | 2022     | 未經確認的候選者         | 盤運動學            |
| Elias 2-24 |              | 2-5       |           | 52        |                       | 2023     | 未經確認的候選者         | 直接成像 + 盤運動學 |

## 外部連結
- Thread on the definition of a protoplanet (Minor Planet Mailing List : July 15, 2011)